# Jorge Frantzes
Jorge Frantzes, também Sphrantzes ou Phrantzes (em grego: Γεώργιος Σφραντζής/Φραντζής; 1401 - ca. 1478), foi um historiador bizantino nascido em Constantinopla. 

## Biografia
Em tenra idade, ele se tornou um secretário do imperador bizantino Manuel II Paleólogo; em 1432, protovestiário; em 1446, prefeito de Mistras e, posteriormente, grande logóteta (chanceler). Na captura de Constantinopla pelos turcos otomanos (1453), ele caiu prisioneiro, mas conseguiu escapar para o Peloponeso, onde ele obteve proteção na corte de Tomas Paleólogo, déspota de Moreia. Após a queda do Despotado do Peloponeso (1460), Frantzes se retirou para o Mosteiro de Tarcaniota, em Corfu. 
Já no mosteiro, ele escreveu sua Crônica, que, como a maior parte das crônicas bizantinas, começa com a criação do mundo, mas é mais detalhada a partir da história dos paleólogos, de 1258 até 1476. É um dos mais valiosos testemunhos dos eventos de seu tempo.
Edições por I. Bekker (1838) no Corpus scriptorum hist. byz e na Patrologia Grega de Migne (vol. CLVI). 